# Perpendikel
För andra betydelser, se Perpendikular.

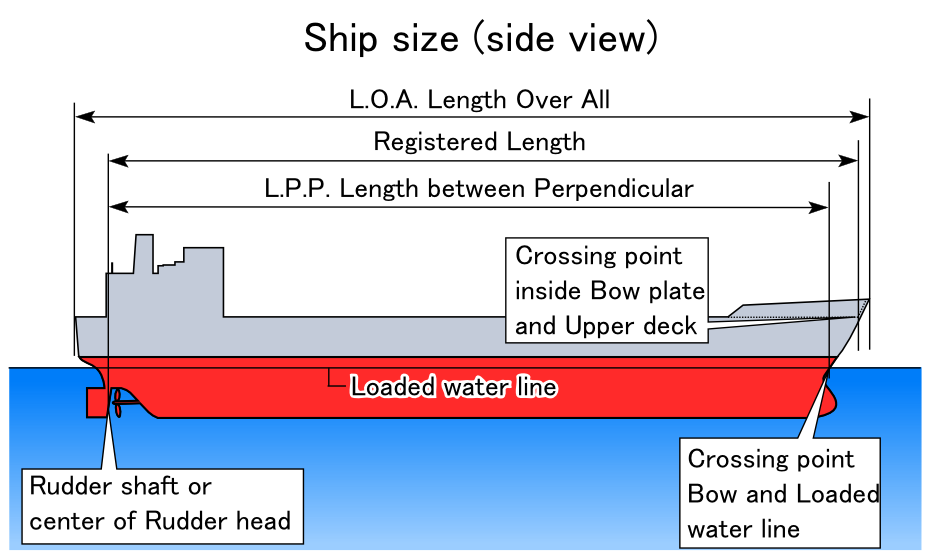
Lpp. Längd mellan perpendiklar

Perpendikel (kort: Lpp; av latin: perpendiculum, ”lodlinje", "sänklod") är inom skeppsbyggnadskonsten två lodräta referenslinjer på fartyg genom de punkter där för- respektive roderstäven skär lastvattenytan och används inom båt- och fartygskonstruktion vid utförande av konstruktionsritningar.
- Vid förliga perpendikeln är lodlinjen den skärningspunkt där spunningens insida möter konstruktionsvattenlinjen, vid stålfartyg är lodlinjens skärningspunkt vid ytterkanten av förstäven.[1]
- Den aktre perpendikeln är skärningspunkten där lodlinjen skär konstruktionsvattenlinjens och roderstävens akterkant, eller om akterstäv saknas, hjärtstockens centrumlinje.[1]
- Tidigare angavs ett fartygs totala längd i avståndet mellan perpendiklarna, numera anges vanligen längd i vattenlinjen beträffande jakter. Vid angivande av hela skrovets längd används storheten längd över allt,[2] även förkortat l.ö.a.